# Wallander – Skytten
Wallander – Skytten är en svensk thriller från 2009. Det är den åttonde filmen i den andra omgången med Krister Henriksson som Kurt Wallander. Filmen släpptes på DVD den 16 december 2009.

## Handling
En prickskytt håller Ystad i skräck och hans offer är personer som har anknytning till en juvelkupp. Snart förstår Wallander att det finns kopplingar till en kriminell organisation. I ett misslyckat försök att skjuta de två sista som är kopplade till kuppen dras Wallanders kollega, Pontus, in i en jakt på liv och död. Wallander tvingas nu leda en utredning i vilken skyttens lista har utökats med ett namn - Pontus Ung.

## I rollerna
Återkommande:
- Krister Henriksson - Kommissarie Kurt Wallander
- Lena Endre - Katarina Ahlsell, åklagare
- Mats Bergman - Nyberg, kriminaltekniker
- Douglas Johansson - Martinsson, kriminalinspektör
- Fredrik Gunnarsson - Svartman, polisman
- Marianne Mörck - Ebba, receptionist
- Stina Ekblad - Karin Linder, obducent
- Nina Zanjani - Isabelle, polisaspirant
- Sverrir Gudnason - Pontus, polisaspirant

I detta avsnitt:
- Tom Ljungman - Hector Ussi
- Reuben Sallmander - Björn Holmström
- Stefan Sauk - Robert
- Örjan Ramberg - Bengt Lennartsson
- Antti Reini - Sune Holst
- Ivan Mathias Petersson - Håkan Lantz
- Özz Nûjen - Cali Manchetta
- Petra Hultberg - Sofia Ahlbäck
- Lotten Roos - Inger
- Peter Viitanen - Hugo
- Armand Krajnc - Boxningstränare
- Josefine Tengblad - Boxare